# Рајко Гњато
Рајко Гњато (Билећа, ФНРЈ, 1955) српски је универзитетски професор и доктор географских наука. Бивши је декан Природно-математичког факултета Универзитета у Бањој Луци.

## Биографија
Рајко Гњато је рођен 1955. године у Билећи, ФНРЈ. У родном граду је завршио основну школу и гимназију. Студиј географије завршио је 1979. године на Природно-математичком факултету у Сарајеву гдје је одбранио и докторску дисертацију на тему „Источна Херцеговина — проблеми комплексног регионалног развоја“. Радио је као асистент на Одсјеку за географију на предмету Регионална географија Југославије (1982) и као доцент на предмету Увод у географију (1989) на Природно-математичком факултету Универзитета у Сарајеву.
Почетком Рата у Босни и Херцеговини (1992) напустио је Сарајево и прешао да ради на Педагошкој академији у Бањој Луци. Године 1993. учествовао је у оснивању Географског друштва Републике Српске. Након оснивања Природно-математичког факултета у Бањој Луци (1996) изабран је у звање ванредног професора на предмету Географија српских земаља (1997). Звање редовног професора има од 2003.